# Мост через реку Сходню (Зеленоград)
Мост через Сходню — мост-путепровод через Сходню на Центральном проспекте между префектурой и Московским институтом электронной техники (МИЭТ) в Зеленограде. Рядом находится Парк Победы. Строительство велось на месте старого моста в 2007—2009 годах, а в 2011-м началась реконструкция нового сооружения. В 2014 году мост был исключен из списка долгостроев и внесен в адресную инвестиционную программу Москвы.

## История строительства
Строительные работы по возведению первой части моста-путепровода у МИЭТа велись в 2007—2009 годах. После этого старый мост был закрыт и демонтирован, а на его месте началось строительство второй части нового.
На новом мосту планировалось проложить шесть транспортных полос, увеличив проезжую часть с девяти до 30 метров. В рамках проекта было также предусмотрено строительство подмостового разворота, подземного пешеходного перехода у МИЭТа и надземного перехода напротив префектуры. Открытие путепровода несколько раз откладывали, что объяснялось «бюрократическими проволочками и отсутствием финансирования».
Второй этап строительных работ начался осенью 2011 года и должен был завершиться к концу 2012-го, однако план выполнен не был. В 2013 году запустили движение по второй части путепровода, начали реконструкцию прилегающих дорог и устройство автостоянки площадью 0,6 га. Пресс-служба Стройкомплекса Москвы сообщала, что окончательные работы по реконструкции моста через реку Сходню в Зеленограде закончатся до конца 2014-го, когда объект и был полностью сдан.
В 2017 году стало известно, что префектура Зеленограда планирует провести дополнительную реконструкцию объекта и установить грязезащитные экраны вдоль пешеходных тротуаров моста. Заместитель префекта Олег Панин отметил, что проектно-сметную документацию по строительным работам 2014 года разрабатывало ОАО «Мосинжпроект», а создание грязе- и шумозащитных экранов не планировалось. Обращение на реконструкцию было направлено в ГБУ «Гормост».